# O Som ao Redor
O Som ao Redor é um filme brasileiro, dos gêneros drama e suspense, escrito e dirigido por Kleber Mendonça Filho, produzido por Emilie Lesclaux e estrelado por Irandhir Santos, Gustavo Jahn, Irma Brown, Maeve Jinkings e W.J. Solha. Teve sua estreia em 1 de fevereiro de 2012 no Festival de Roterdã, na Europa, e foi lançado nacionalmente nos cinemas brasileiros em 4 de janeiro de 2013, com distribuição da Vitrine Filmes.
Em 20 de setembro de 2013 o filme foi escolhido como a indicação brasileira na competição de Oscar de melhor filme estrangeiro da edição de 2014. Porém ficou fora da pré-seleção de indicados da Academia de Artes e Ciências Cinematográficas de Hollywood, que organiza a cerimônia. Em novembro de 2015 o filme entrou na lista feita pela Associação Brasileira de Críticos de Cinema (Abraccine) dos 100 melhores filmes brasileiros de todos os tempos.
Em abril de 2021, a Vitrine Filmes e a Versátil Home Vídeo iniciaram a pré-venda da edição limitada em blu-ray do filme no Brasil, que foi lançada em maio de 2021 na loja online da Versátil. Algumas edições da pré-venda foram enviadas autografadas pelo diretor do filme, Kleber Mendonça Filho.

## Sinopse
A presença de uma milícia em uma rua de classe média na zona sul do Recife muda a vida dos moradores do local. Ao mesmo tempo em que alguns comemoram a tranquilidade trazida pela segurança privada, sob liderança de Clodoaldo (Irandhir Santos), outros passam por momentos de extrema tensão. Simultaneamente, casada e mãe de duas crianças, Bia (Maeve Jinkings) tenta encontrar um modo de lidar com o barulhento cachorro de seu vizinho.

## Elenco
- Irandhir Santos como Clodoaldo
- Gustavo Jahn como João
- Maeve Jinkings como Bia
- W.J. Solha como Francisco
- Irma Brown como Sofia
- Yuri Holanda como Dinho
- Lula Terra como Anco
- Albert Tenorio como Ronaldo
- Nivaldo Nascimento como Fernando
- Clebia Sousa como Luciene
- Sebastião Formiga como Cláudio

## Produção
O Som ao Redor é o primeiro longa-metragem de ficção do diretor Kleber Mendonça Filho, que já havia dirigido o documentário títulado por Crítico. Kleber escreveu o roteiro do filme em 2008, durante oito dias. Ele contou, "Escrevi e saiu rápido. Eu não conseguia parar de escrever pois eu mesmo queria saber como as coisas se desenvolveriam, o que iria acontecer nas próximas páginas, para onde iria. Foi muito bom, e extremamente desgastante emocionalmente."   Kleber afirmou que O Som ao Redor é provavelmente "um filme sobre um certo estado de espírito" e também achou que "o roteiro veio de sentir um certo clima no Brasil dos últimos anos, e por conseqüência, ou reflexo, em Pernambuco".
Antes de começar a filmar o longa, Kleber reassistiu todos os filmes de Quentin Tarantino. Ele explicou, "A coisa da energia dos filmes de Tarantino para mim era importante, e os filmes dele têm esse aspecto absolutamente encantador. Revi todos em bluray, foi incrível. Juntando ao fato de que nenhum filme dele nem de longe lembra nenhum filme meu, me pareceu a má companhia perfeita para quem está prestes a filmar." 
Tendo Recife e Zona da Mata de Pernambuco como cenário para os diálogos dos atores, as gravações de O Som ao Redor foram realizadas entre julho e agosto de 2010, durante 6 semanas e 3 dias. A maioria do elenco é pernambucano e mescla atores profissionais e não profissionais.
O período de montagem do filme foi datado em dois anos para ser concluído, tendo também um período longo para chegar aos cinemas brasileiros.

## Recepção

### Crítica
O Som ao Redor recebeu críticas geralmente positivas e aclamadoras de várias publicações. De acordo com o site Rotten Tomatoes, 92% dos críticos sondados avaliaram o filme positivamente, baseado em 37 resenhas. O site AdoroCinema indica que o filme recebeu uma avaliação média de 4,7 de 5 com base em 19 críticas veiculadas na imprensa. Já segundo o site Metacritic, que confere uma nota de 0 a 100 baseado em resenhas de críticos, o filme tem uma pontuação de 77 (com a classificação "críticas geralmente favoráveis"), com base em 9 análises. O filme foi apontado pelo crítico A. O. Scott, do jornal The New York Times, como um dos 10 melhores filmes do mundo realizados em 2012 mas levou pouco mais de 94 mil espectadores às salas. enquanto a publicação Film Comment o agraciou com o 20.º lugar na lista dos melhores do ano. O filme foi ainda a seleção brasileira na competição de Oscar de melhor filme estrangeiro da edição de 2014.
A presidente Dilma Rousseff, em sua conta de Twitter, se disse feliz com a indicação do filme para o Oscar, completando que é "um belo filme". A presidenta ainda recomendou O Som ao Redor para seus seguidores, considerando o filme "uma crônica sobre o Recife de hoje". Caetano Veloso, em sua coluna no jornal O Globo, classificou-o como "um dos melhores filmes feitos recentemente no mundo". O crítico Lucas Salgado, do site AdoroCinema, deu ao filme nota cinco, nota máxima entre os críticos do site, sustentando que "o filme fala de forma sutil e utiliza o som de forma pouco vista no cinema mundial". Lucas relatou que o filme é "bonito, divertido, assustador e cativante", e também disse que "não é um filme que precisa gritar para ser ouvido, não precisa de grandes cenas dramáticas para chegar ao seu objetivo ou mesmo para contar uma história".
Eduardo Escorel, da revista Piauí, foi mais reticente quanto ao filme e seu sucesso, sustentando que "ao se transformarem em surto de ufanismo patrioteiro, porém, os elogios podem acabar mais prejudicando do que beneficiando o filme, seu autor e eventuais leitores". Para Escorel, o filme é longo e pesado, progredindo de forma lenta e trazendo muitos enredos paralelos, alguns não plenamente desenvolvidos. Escorel critica a apatia presente n'O Som ao Redor e a opção por uma atuação "em tom monocórdico", o que dificulta manter o interesse na trama durante os primeiros oitenta minutos. O crítico salienta, porém, que o filme logra sucesso ao diferenciar-se das produções nacionais e ao criar uma "vertente pessoal" para Kléber Filho.

### Prêmios
O roteiro de O Som ao Redor foi premiado pelo Fundo Hubert Bals, do Festival de Roterdã, onde o filme fez sua première mundial. O roteiro do filme também foi premiado em editais da Petrobras e no Funcultura do Governo de Pernambuco.
| Ano  | Prêmio                                           | Categoria                       | Resultado | Ref.   |
| ---- | ------------------------------------------------ | ------------------------------- | --------- | ------ |
| 2012 | 36.ª Mostra Internacional de Cinema de São Paulo | Melhor Filme                    | Venceu    | [ 23 ] |
| 2012 | Prêmio Itamaraty                                 | Melhor Filme                    | Venceu    | [ 24 ] |
| 2012 | Festival do Rio                                  | Melhor Filme                    | Venceu    | [ 25 ] |
| 2012 | Festival de Gramado                              | Melhor Filme                    | Venceu    |        |
| 2012 | Festival de Gramado                              | Melhor Som                      | Venceu    |        |
| 2012 | Festival de Gramado                              | Filme da Crítica                | Venceu    |        |
| 2012 | International Film Festival Rotterdam            | Prêmio da Crítica               | Venceu    | [ 23 ] |
| 2012 | Festival de Cinema da Polônia                    | Melhor Filme                    | Venceu    | [ 23 ] |
| 2012 | Copenhagen International Film Festival           | Melhor Filme                    | Venceu    | [ 23 ] |
| 2012 | BFI London Film Festival                         | Sutherland Award                | Indicado  | [ 26 ] |
| 2012 | Festival de Cinema da Sérvia                     | Melhor Filme                    | Venceu    | [ 23 ] |
| 2013 | 3.º Prêmio Cinema Tropical                       | Melhor Filme                    | Venceu    | [ 27 ] |
| 2013 | Associação de Críticos de Toronto                | Melhor Filme                    | Venceu    | [ 28 ] |
| 2014 | Grande Prêmio do Cinema Brasileiro               | Melhor Longa-Metragem de Ficção | Indicado  |        |
| 2014 | Grande Prêmio do Cinema Brasileiro               | Melhor Direção                  | Indicado  |        |
| 2014 | Grande Prêmio do Cinema Brasileiro               | Melhor Direção de Arte          | Indicado  |        |
| 2014 | Grande Prêmio do Cinema Brasileiro               | Melhor Montagem Ficção          | Indicado  |        |
| 2014 | Grande Prêmio do Cinema Brasileiro               | Melhor Roteiro Original         | Venceu    |        |
| 2014 | Grande Prêmio do Cinema Brasileiro               | Melhor Trilha Sonora Original   | Indicado  |        |